# بروس الكسندر (لاعب كرة قدم أمريكية)
بروس الكسندر (بالإنجليزية: Bruce Alexander)‏ هو لاعب كرة قدم أمريكية أمريكي، ولد في 17 سبتمبر 1965 في لوفكين في الولايات المتحدة.

## وصلات خارجية
- بروس الكسندر على موقع مرجع كرة القدم المحترفة.كوم (الإنجليزية)
- بروس الكسندر على موقع JustSportsStats.com (الإنجليزية)